# Russische Faschistische Organisation

Logo der VFO

Die Russische Faschistische Organisation (RFO) (russisch Всеросси́йская фаши́стская организа́ция (ВФО)) war eine russische Emigrantenorganisation, die während der Zwischenkriegszeit in der Mandschurei tätig war.
Die RFO wurde 1925 von Mitgliedern der juristischen Fakultät der Universität Harbin gegründet. Ihr erster Vorsitzender, Nikolai Nikiforow, nahm sich den italienischen Faschismus zum Vorbild und passte diesen inhaltlich seinem Idealbild vom russischen Faschismus an. Die RFO begann damit Propagandamaterial in die Sowjetunion zu schmuggeln, was jedoch von chinesischen Stellen entdeckt und augenscheinlich unterbunden wurde. 1931 ging die RFO in die Russische Faschistische Partei (RFP) unter ihrem Parteivorsitzenden Konstantin Wladimirowitsch Rodsajewski auf.
Die von Anastassi Wonsjazki am 13. Mai 1933 in Putnam, Connecticut gegründete All-Russische Faschistische Organisation (VFO) bestand als eigenständige Unterorganisation der RFO bis 1942 weiter.
1934 versuchte die Russische Faschistische Partei in Yokohama die All-Russische Faschistische Organisation zu einem Eintritt in die von russischen Exilanten gegründete All-Russische Faschistische Partei (VFP) zu bewegen, was schließlich auch am 26. April 1934 in Harbin beschlossen wurde. Die formelle Fusion war insbesondere für Wonsjazki sehr problematisch. Er war Gegner des Antisemitismus und unterstützte, nach dem italienischen Vorbild, eher die Monarchie und auch die Kosaken, die von der RFP als Feinde angesehen wurden.
Zwischen 1940 und 1941 lässt sich zwischen der Wonsjazki und Rodsajewski eine stärkere Zusammenarbeit beobachten. Mit der Inhaftierung Wonsjazkis durch das FBI und dem Kriegseintritt der USA 1942 hörte die VFO jedoch auf zu existieren.